# Divizia Națională 2007-2008
Divizia Națională 2007-2008 a fost cel de-al 17-lea sezon al Diviziei Naționale, liga superioară de fotbal din Moldova. Sezonul a început pe 4 iulie 2007.
FC Sheriff Tiraspol a câștigat competiția pentru a 8-a oară consecutiv în acest sezon. Astfel campioana s-a calificat și pentru Cupa CSI 2009.
Rapid Ghidighici s-a retras din competiție în noiembrie, la finele etapei a 16-a.

## Clasament
| Poz | Echipa               | MJ | V  | E  | Î  | GM | GP | G   | Pct | Promovare sau retrogradare                                 |
| --- | -------------------- | -- | -- | -- | -- | -- | -- | --- | --- | ---------------------------------------------------------- |
| 1   | Sheriff Tiraspol (C) | 30 | 26 | 3  | 1  | 68 | 8  | +60 | 81  | Turul doi preliminar al Ligii Campionilor 2008-09          |
| 2   | Dacia Chișinău       | 30 | 19 | 5  | 6  | 60 | 28 | +32 | 62  | Primul tur preliminar al Cupei UEFA 2008-09                |
| 3   | Nistru               | 30 | 17 | 8  | 5  | 34 | 17 | +17 | 59  | Primul tur preliminar al Cupei UEFA 2008-09                |
| 4   | FC Tiraspol          | 30 | 16 | 7  | 7  | 36 | 21 | +15 | 55  | Format:Fb runda2 2008 Cupa UEFA Intertoto R1               |
| 5   | Zimbru Chișinău      | 30 | 13 | 13 | 4  | 43 | 21 | +22 | 52  |                                                            |
| 6   | Iskra-Stal           | 30 | 9  | 8  | 13 | 23 | 34 | −11 | 35  |                                                            |
| 7   | Tiligul-Tiras        | 30 | 7  | 8  | 15 | 16 | 36 | −20 | 29  |                                                            |
| 8   | Olimpia              | 30 | 7  | 6  | 17 | 24 | 46 | −22 | 27  |                                                            |
| 9   | Dinamo Bender        | 30 | 7  | 5  | 18 | 30 | 57 | −27 | 26  |                                                            |
| 10  | Steaua Chișinău      | 30 | 5  | 3  | 22 | 21 | 55 | −34 | 18  |                                                            |
| 11  | Politehnica Chișinău | 30 | 3  | 6  | 21 | 7  | 39 | −32 | 15  |                                                            |
| —   | Rapid Ghidighici (R) | 0  | 0  | 0  | 0  | 0  | 0  | 0   | 0   | Retrogradare în Format:Fb competiție 2008-09 Divizia "A" 1 |

Sursa: RSSSF
Reguli de clasare: 
1) puncte; 2) diferența de goluri; 3) goluri marcate.
1Retrasă din competiție în noiembrie. Toate rezultatele ei sunt anulate.
POZ = Poziția în clasament; (C) = Campioană; (R) = Retrogradată; (P) = Promovată; (E) = Eliminată; (O) = Câștigătoare de play-off; (A) = Avansează în runda următoare. 
Aplicabil doar când sezonul nu este terminat: 
(Q) = Calificare în faza competiției indicată; (TQ) = Calificare în competiție, dar încă nu în faza indicată; (RQ) = Calificată în competiția de retrogradare indicată; (DQ) = Descalificată din competiție.

## Golgheteri
| Poz | Jucător                | Echipa                          | Goluri |
| --- | ---------------------- | ------------------------------- | ------ |
| 1   | Igor Picușceac         | FC Sheriff Tiraspol/FC Tiraspol | 14     |
| 2   | Alexei Kuciuk          | FC Sheriff Tiraspol             | 13     |
| 2   | Colince Ngaha Poungoue | FC Nistru Otaci                 | 13     |
| 2   | Jaba Dvali             | FC Dacia Chisinau               | 13     |
| 5   | Alexei Jdanov          | FC Zimbru Chișinău              | 12     |